# Marija Doroteja Brecelj
Marija Doroteja Brecelj, radijska urednica, kulturna delavka, * 24. september 1957, Buenos Aires.

## Življenje in delo
Marija Doroteja Brecelj se je rodila v Argentini, saj se je njena družina tja preselila po drugi svetovni vojni leta 1949. Oče je bil Ivan (rojen v Zapužah, blizu Ajdovščine), mati je bila Josipina (rojena Leghissa) iz Devina. Marija je tretja od petih otrok. V Devin se je mati z otroki vrnila leta 1963, nato se je pridružil tudi oče. Marija Brecelj je obiskovala slovenske obvezne šole v Devinu, nato je maturirala na Klasičnem liceju Prešeren v Trstu leta 1976 in kasneje je diplomirala iz biologije na Univerzi v Trstu. Leta 1987 je uspešno sodelovala na razpisu za Radio Trst A in postala radijska urednica (kasneje tudi televizijska) do upokojitve leta 2022.
Marija Brecelj je že od malih nog sodelovala pri kulturnem življenju na vasi v Devinu in se je kmalu vključila v skavtsko organizacijo (najprej STS - Slovenske tržaške skavtinje, nato SZSO - Slovenska zamejska skavtska organizacija), sodeluje tudi pri župniji in je predsednica devinskega cerkvenega pevskega zbora, kjer prepeva od otroštva. Mnogo krat je kandidirala na raznih volitvah za edino slovensko stranko v Italiji, Slovensko skupnost. Leta 2012 so jo imenovali za občinsko odbornico za šolstvo, kulturo, kmetijsktvo, politiko dela in Urad za odnose z javnostjo v Devinsko-Nabrežinski občini.
Marija Brecelj je članica izvršnega odbora ZCPZ - Zveze cerkvenih pevskih zborov iz Trsta, kjer kot tajnica organizira najrazličnejše prireditve, ki jih vsakoletno prirejajo pri ZCPZ. Leta 2022 je bila izvoljena kot predsednica za Tržaško pokrajino v SSO - Svetu slovenskih organizaciji. Marija Brecelj je tudi plodna publicistka, saj objavlja svoje prispevke v različne medije, (COBISS) kot npr. Primorski dnevnik(COBISS), Novi glas (COBISS), Koledar Goriške Mohorjeve družbe (COBISS). Nasploh je zelo dejavna pri kulturnem utripu Slovencev v Italiji.